# Державин, Николай Севастьянович
Никола́й Севастья́нович Держа́вин (3 [15] декабря 1877, Преслав, Таврическая губерния — 26 февраля 1953, Ленинград) — советский филолог-славист и историк, академик АН СССР (1931), академик АПН РСФСР. Отец К. Н. Державина. Сторонник псевдонаучного «нового учения о языке» Н. Я. Марра.

## Биография

### Происхождение и образование
Родился в селе Преслав Бердянского уезда Таврической губернии, основную массу населения которого составляли переселенцы-болгары; поэтому с детства интересовался болгарским языком и культурой.
В 1896 году окончил с золотой медалью Симферопольскую гимназию и поступил в Петербургский историко-филологический институт; со следующего года учился в Нежинском историко-филологическом институте, который окончил в 1900 году. В 1898 году, будучи студентом 3-го курса, он опубликовал свой первый научный труд: «Очерки быта южно-русских болгар» (Этнографическое обозрение. — 1898. — Кн. 3—4).

Памятная доска в г. Нежин

По окончании института был направлен в Батумскую гимназию — преподавателем русского языка и литературы. Продолжал научную деятельность; публиковал статьи историко-литературного и этнографического характера. В 1903 году получил от Академии наук командировку в Турцию и Болгарию; занимался в библиотеке Русского археологического института в Константинополе и был избран членом-корреспондентом этого института. С 1904 года преподавал в Первой тифлисской гимназии. Возглавлял Общество народных университетов в Тифлисе, основал 12 школ грамотности для местного населения; был избран членом правления Союза кавказских педагогов.
С 1907 по 1911 был аспирантом в Санкт-Петербургском университете и преподавателем 6-й гимназии (с 01.08.1909). В период 1909—1910 годов находился во 2-й научной командировке от Академии наук — в Бессарабию и Болгарию. Во время поездки использовал фонограф для записи фольклорных источников, что для того времени было большой научной редкостью.
В 1912 году получил должность приват-доцента Петербургского университета. В 1914—1915 годах было напечатано его исследование «Болгарские колонии в России», которое он в 1916 году защитил в качестве магистерской диссертации на историко-филологическом факультете Петроградского университета.
В 1917 году Н. С. Державин был избран профессором, а в 1922—1925 — ректором Петроградского университета. В 1925 году он возглавил кафедру славянской филологии, в 1930—1937 гг. — переведённую из университета в Ленинградский ИФЛИ. С 1944 г., после восстановления этой кафедры в ЛГУ, занимал должность её заведующего непрерывно до конца своей жизни.

### Академическая деятельность
После резкого усиления позиций Н. Я. Марра, Н. С. Державин был избран академиком АН СССР (незадолго до другого марриста И. И. Мещанинова) в 1931 г., без стажа члена-корреспондента. В 1931—1934 гг. был директором Института славяноведения АН СССР (располагавшегося в Ленинграде).
В середине 1930-х — начале 1940-х, после репрессий против славистов и фактического разгрома академического славяноведения, отстаивал эту дисциплину и внёс определённый вклад в её реабилитацию в СССР. В 1943 г. Н. С. Державин был назначен заведующим вновь созданной кафедрой славянского языкознания также и в МГУ, но, так как он жил в Ленинграде, кафедрой фактически с самого начала руководил С. Б. Бернштейн, с 1948 сменивший Н. С. Державина на посту заведующего и формально. С 1947 г. до конца жизни Н. С. Державин — директор ленинградского отделения восстановленного в Москве ИнСлава (Института славяноведения АН СССР).
В годы Великой Отечественной войны также сотрудник Ленинградского отделения Института истории АН СССР (ныне — Санкт-Петербургский институт истории РАН).
Скончался 26 февраля 1953 года. Похоронен на Литераторских мостках на Волковском кладбище Ленинграда.

### Развитие учения Н. Я. Марра
После знакомства с «новым учением о языке» Н. Я. Марра горячо увлёкся этой теорией вплоть до самых абсурдных положений (включая «анализ по четырём элементам»). Державин был одним из немногих, кто даже после смерти Марра и поворота большинства его последователей в 1940-е гг. к объективной науке занимался поиском «четырёх элементов» и «яфетической системы» в строе славянских языков, а румынский язык пытался объявить славянским (в духе марровских теорий скрещивания); В. М. Алпатов называет его «одним из самых дремучих марристов». В 1929 году он участвовал в кампании против пытавшегося противостоять марризму Е. Д. Поливанова, утверждая, что у того «нет никаких научных трудов» (у Поливанова было 84 публикации).

### Общественная деятельность
В годы войны активно занимался общественной деятельностью в духе недолго просуществовавшего сталинского панславизма, был членом Антифашистского и Всеславянского комитетов, членом редакционной коллегии журнала «Славяне». Державин был доктором Софийского университета (1944) и почётным членом Болгарской АН (1946).

## Оценка деятельности
После кончины Н. С. Державина С. Б. Бернштейн записал в дневнике: «Несмотря на все его недостатки и грубые ошибки, которые он делал очень часто, имя его будет тесно связано с развитием славяноведения. Меня часто раздражали его труды, его выступления, его действия, но … я его всё же любил. Через всю свою жизнь он пронёс любовь к болгарскому народу, его истории, культуре, языку».

## Награды и премии

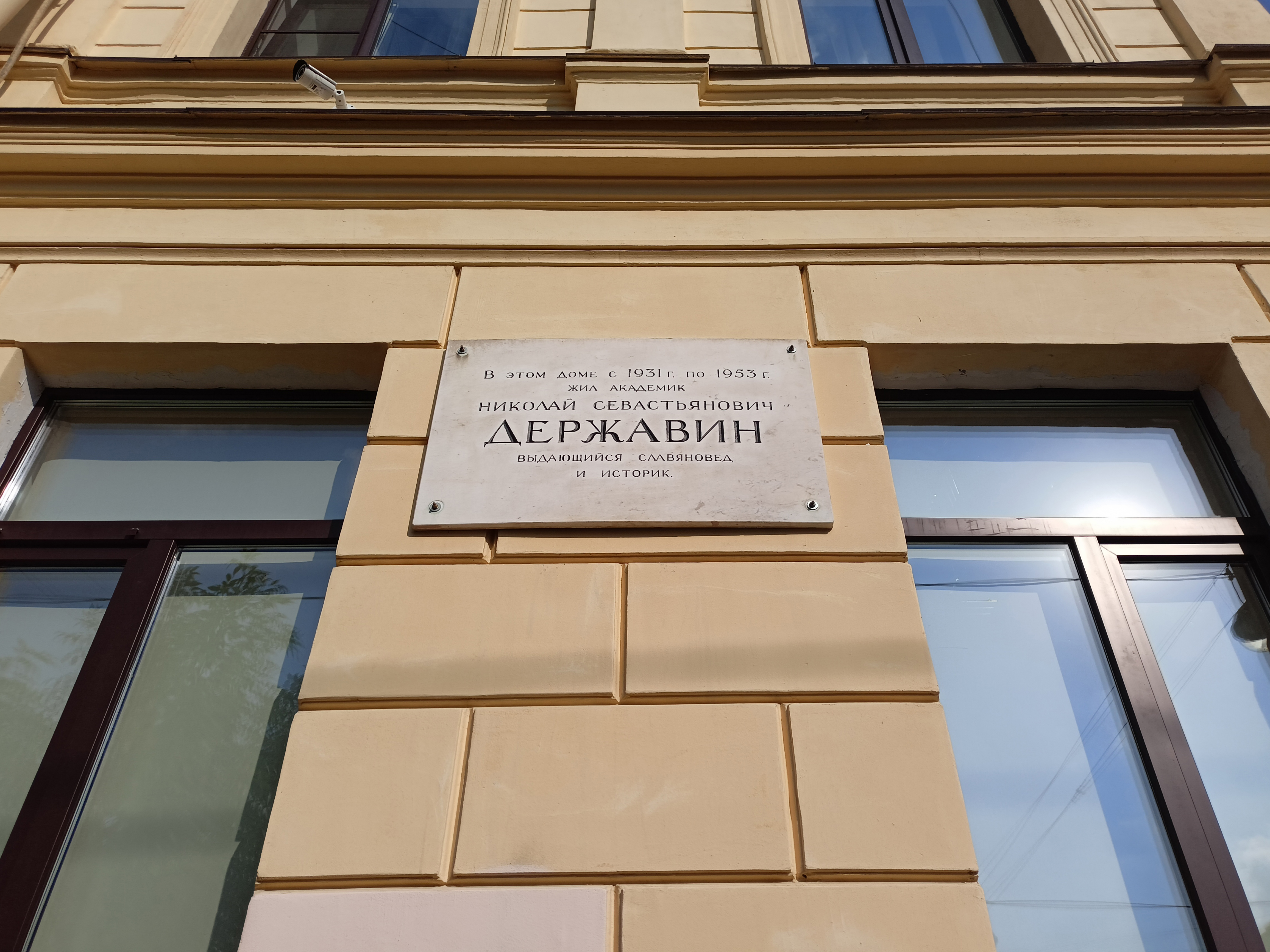
Мемориальная доска на доме 39 по 6-й линии В.О.

- два ордена Ленина (21.02.1944; 10.06.1945)
- Сталинская премия I степени — за исследования по славяноведению и истории славян, завершившиеся работами «Происхождение русского народа», «Славяне в древности», «Христо Ботев» (1946)

## Адреса в Ленинграде
- 1923—1925 — Университетская набережная, 7;[12]
- 1925—1931 — проспект Майорова (Вознесенский проспект с 1991), 33;
- 1931—1941, 1949—1953 — Васильевский остров, 6-я линия, д. 39, кв. 3.

На доме по адресу Васильевский остров, 6-я линия, 39 в 1960 году была установлена мемориальная доска (архитектор М. Ф. Егоров) с текстом: «В этом доме с 1931 г. по 1953 г. жил академик Николай Севастьянович Державин, выдающийся славяновед и историк».